# Sonja Longolius

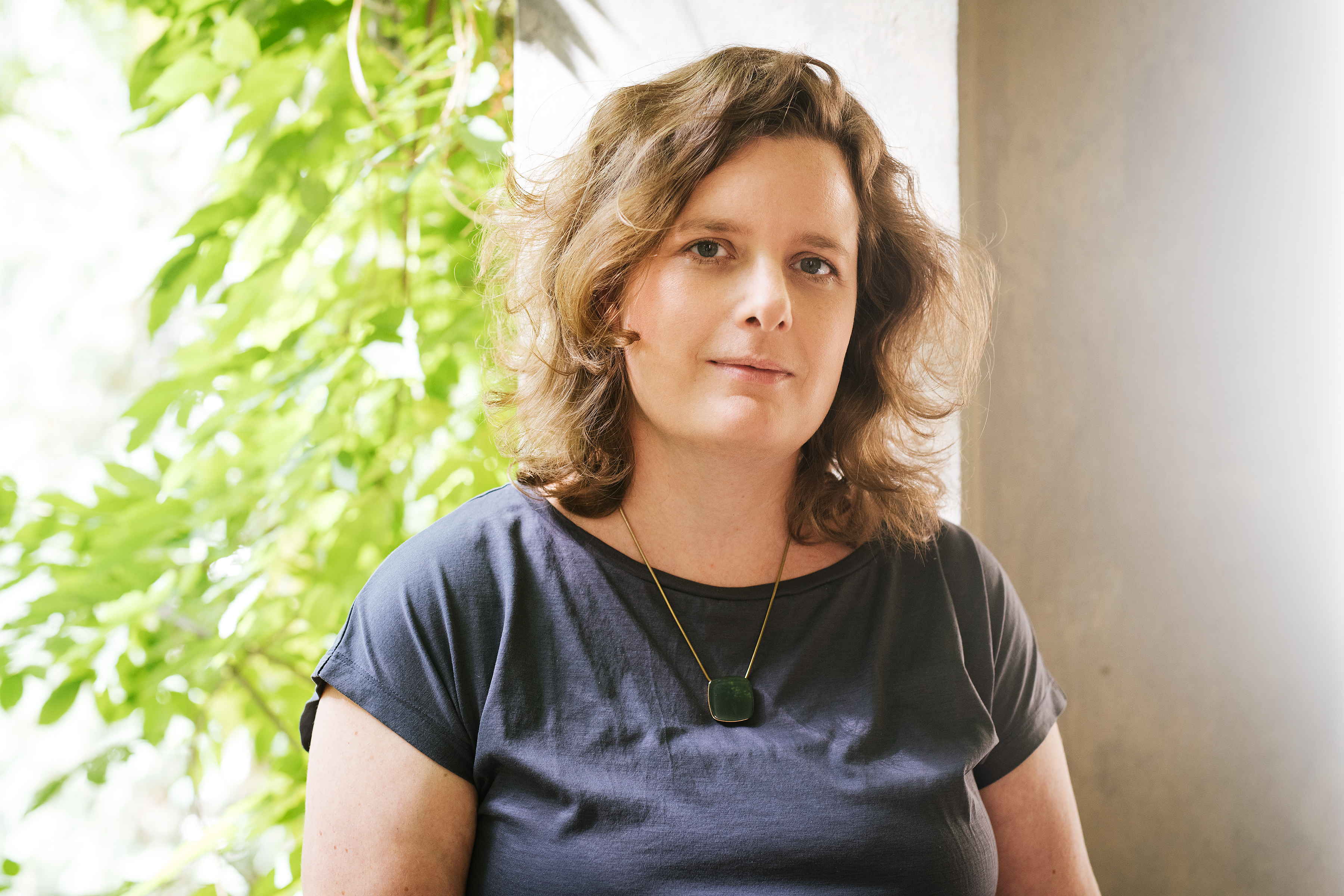
Sonja Longolius (2020)

Sonja Longolius (* 24. November 1978 in Gießen) ist eine deutsche Kuratorin. Sie leitet seit 2018 mit Janika Gelinek das Literaturhaus Berlin.

## Leben
Sonja Longolius wuchs in Hamburg auf. Dort begann sie ihr Studium der Amerikanistik und Kunstgeschichte, das sie an der Freien Universität Berlin abschloss. Sie promovierte 2015 über performative Autorschaft bei Paul Auster, Candice Breitz, Sophie Calle und Jonathan Safran Foer an der Graduate School of North American Studies/John-F.-Kennedy-Institut an der Freien Universität Berlin. Aus ihrer Dissertation entstand das Buch Performing Authorship, das durch die Exzellenzinitiative gefördert wurde.
Ihr kuratorisches Handwerk erlernte Sonja Longolius unter anderem im Museum of Modern Art New York City und in der Stiftung Neue Synagoge Berlin - Centrum Judaicum. 2007 bis 2008 forschte sie dort im Rahmen der Ausstellung “Wo ist Lemberg?” über Jüdische Erinnerungsorte in Lwiw. Sie kuratierte verschiedene Ausstellungen zu kulturgeschichtlichen Themen und zeitgenössischer Kunst, zum Beispiel 2006 das Festival “Made in China: Young Art and Fresh Film from Beijing” und 2017 die Medienkunstausstellung „Invasive“. 2016 war sie Gründungsmitglied des medienkunst e.V. und bis 2020 erste Vorsitzende des Vereins.
Seit 2018 leitet sie mit Janika Gelinek das Literaturhaus Berlin. Gemeinsam veranstalten sie rund 130 Buchpräsentationen im Jahr, dazu Ausstellungen, Führungen und literarische Performances und sind immer wieder auch als Herausgeberinnen tätig. Zu Beginn der Corona-Epidemie reagierten sie schnell auf die Maßnahmen und Beschränkungen und boten bereits im März 2020 digitale Literaturveranstaltungen im Livestream an. Durch ihre digitalen Streamingkenntnisse konnten sie auch anderen Literaturveranstalter, wie zum Beispiel der buchmesse_popup 2022 in Leipzig, zur Seite stehen. Im November 2021 starteten Sonja Longolius und Janika Gelinek die Streamingplattform literaturkanal.tv, die als “Netflix für Literatur” digitale Literaturveranstaltungen verschiedener Partner wie der ARD Buchmessenbühne auf der Frankfurter Buchmesse, des Börsenvereins des Deutschen Buchhandels, des Internationale Literaturpreises – HKW, des Goethe-Instituts und vielen weiteren bündelt und streamt.
Als ständiges Mitglied gehört sie der Jury des Walter-Serner-Preises an, den der RBB Kultur einmal jährlich gemeinsam mit dem Literaturhaus Berlin vergibt. Sie war außerdem in der Jury für die Arbeitsstipendien deutschsprachige Literatur für Berliner Autorinnen und Autoren des Berliner Senats 2020. 2024 und 2025 gehört sie der Jury für den Berliner Literaturpreis an. Seit 2024 ist sie Mitglied der Jury des Hauptstadtkulturfonds und seit 2025 außerdem Mitglied und Co-Sprecherin im Rat für die Künste.
Seit 2022 spricht Sonja Longolius im Podcast Berlins schönste Seiten: Der Literaturpodcast der Berliner Morgenpost und des Literaturhauses Berlin zweiwöchentlich mit Janika Gelinek und Felix Müller, dem Ressortleiter für Kultur bei der Berliner Morgenpost, über Bücher und Texte, die sie aktuell lesen.
Sonja Longolius lebt mit ihrer Familie in Kreuzberg.

## Werke